# Evan Dunfee
Evan Dunfee, né le 28 septembre 1990 à Richmond en Colombie-Britannique, est un athlète canadien, spécialiste de la marche, médaillé de bronze sur 50 km aux Jeux olympiques de 2020 à Tokyo.

## Carrière
Il détenait le record national canadien et nord-américain du 20 km marche en 1 h 20 min 13 s, obtenu à Taicang lors de la Coupe du monde de marche 2014, jusqu'à ce qu'il soit battu en 2015 par Benjamin Thorne.
En juillet 2015, il remporte la médaille d'or des Jeux panaméricains devant son autre compatriote Iñaki Gómez en 1 h 23 min 06.
Le 7 mai 2016, le Canadien remporte la médaille d'argent par équipes du 20 km marche lors des Championnats du monde par équipes de marche à Rome en compagnie de Iñaki Gómez, Benjamin Thorne et Mathieu Bilodeau. Lors du 50 km marche des Jeux olympiques de Rio, il est un temps leader de la course après avoir rejoint le Français Yohann Diniz en tête mais termine finalement en quatrième position, battant néanmoins le record national du Canada en 3 h 41 min 38 s. Cependant, le Japonais Hirooki Arai, arrivé troisième, est disqualifié après la course pour lui avoir forcé le passage dans les derniers kilomètres, mais ce dernier est finalement reclassé en appel et conserve sa médaille de bronze, au détriment du Canadien,,.
14e aux championnats du monde de Londres en 2017, il obtient grâce à un très bon finish sa première médaille mondiale à Doha deux ans plus tard, en terminant troisième du 50 km en 4 h 05 min 02 s, à seulement 3 secondes du Portugais Joao Vieira et à 42 secondes du vainqueur japonais Yusuke Suzuki.
Aux Jeux olympiques de Tokyo en 2021, Dunfee obtient la médaille de bronze sur 50 km dans le temps de 3 h 50 min 59 s, derrière le Polonais Dawid Tomala et l'Allemand Jonathan Hilbert. Cinq ans après avoir échoué au pied du podium à Rio, il décroche ainsi sa première médaille olympique à 30 ans. 
Lors des Mondiaux de Budapest en 2023, il participe au 20 km et au 35 km mais échoue à chaque fois à la quatrième place, améliorant néanmoins le record national sur la plus courte des distances en 1 h 18 min 03 s,.
Début 2025, il réalise 38 min 8 s 50 sur 10 000 m marche sur piste, établissant un nouveau record d'Amérique. Le 16 février 2025 il bat le record NACAC du 20 km marche de Julio Martínez avec un temps de 1 h 17 min 39 s à Adelaide.

## Palmarès
| Date | Compétition                     | Lieu           | Résultat | Épreuve      | Temps              |
| ---- | ------------------------------- | -------------- | -------- | ------------ | ------------------ |
| 2007 | Championnats du monde jeunesse  | Ostrava        | 23e      | 10 000 m     |                    |
| 2010 | Jeux du Commonwealth            | New Delhi      | 6e       | 20 km        |                    |
| 2011 | Universiade                     | Shenzhen       | 14e      | 20 km        |                    |
| 2013 | Universiade                     | Kazan          | 21e      | 20 km        |                    |
| 2013 | Universiade                     | Kazan          | 3e       | Par équipes  |                    |
| 2013 | Championnats du monde           | Moscou         | 36e      | 50 km        |                    |
| 2013 | Jeux de la Francophonie         | Nice           | 2e       | 20 km        |                    |
| 2015 | Jeux panaméricains              | Toronto        | 1er      | 20 km        |                    |
| 2015 | Championnats du monde           | Pékin          | 12e      | 20 km        |                    |
| 2015 | Championnats du monde           | Pékin          | 12e      | 50 km        |                    |
| 2016 | Championnats du monde de marche | Rome           | 2e       | 20 km        |                    |
| 2016 | Jeux olympiques                 | Rio de Janeiro | 10e      | 20 km        |                    |
| 2016 | Jeux olympiques                 | Rio de Janeiro | 4e       | 50 km        |                    |
| 2017 | Championnats du monde           | Londres        | 14e      | 50 km        |                    |
| 2018 | Jeux du Commonwealth            | Gold Coast     | 8e       | 20 km        |                    |
| 2019 | Championnats du monde           | Doha           | 3e       | 50 km        |                    |
| 2021 | Jeux olympiques                 | Tokyo          | 3e       | 50 km        |                    |
| 2022 | Jeux du Commonwealth            | Birmingham     | 1er      | 10 000 m     | 38 min 36 s 37     |
| 2022 | Championnats NACAC              | Freeport       | 2e       | 20 000 m     | 1 h 27 min 17 s 91 |
| 2022 | Championnats du monde           | Eugene         | 6e       | 35km         | 2 h 25 min 2 s     |
| 2023 | Championnats du monde           | Budapest       | 4e       | 20 km        | 1 h 18 min 3 s     |
| 2023 | Championnats du monde           | Budapest       | 4e       | 35km         | 2 h 25 min 28 s    |
| 2024 | Jeux olympiques                 | Paris          | 5e       | 20 km marche | 1 h 19 min 16 s    |

## Records
| Épreuve      | Performance          | Lieu           | Date            |
| ------------ | -------------------- | -------------- | --------------- |
| 20 km marche | 1 h 17 min 39 s (AR) | Adelaide       | 16 février 2025 |
| 35 km marche | 2 h 25 min 2 s (NR)  | Eugene         | 24 juillet 2022 |
| 50 km marche | 3 h 41 min 38 s (NR) | Rio de Janeiro | 19 août 2016    |